# Miss Ungarn

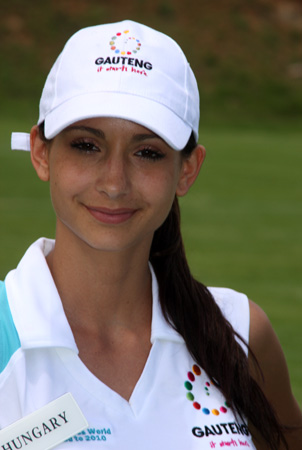
Szilvia Freire, Miss World Hungary 2008

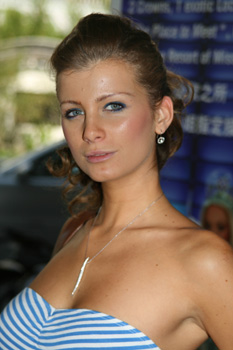
Krisztina Bodri, Miss World Hungary 2007

Miss Ungarn ist ein nationaler Schönheitswettbewerb für unverheiratete Frauen in Ungarn, der seit den 1920er Jahren unter den Namen Miss Hungária und Miss Magyarország veranstaltet wurde. (Auch die Bezeichnung Miss Danube wurde für Siegerinnen verwendet – zumindest im Ausland).
Von den frühen Gewinnerinnen wurde Böske Simon 1929 zweite Miss Europe, und Maria von Tasnady wirkte als Schauspielerin in österreichischen und deutschen Filmen mit.
Nach einer langen Unterbrechung durch den Zweiten Weltkrieg und die Herrschaft des Kommunismus wurde die Veranstaltung in den 1980er Jahren wiederbelebt. Seitdem ist auch die englische Bezeichnung Miss Hungary neben der ungarischen Magyarország Szépe gebräuchlich.
1992 wurde der Wettbewerb Miss Universe Hungary (sowie eine entsprechende Organisation) ins Leben gerufen. 1996 bildete sich eine eigenständige Konkurrenz um die Miss World Hungary. Die Siegerinnen kandidieren auch zur Miss Universe bzw. zur Miss World.

## Die Siegerinnen

### Miss Hungária vor dem Zweiten Weltkrieg
| Jahr    | Miss Hungaria                            |
| ------- | ---------------------------------------- |
| 1929    | [„Böske“] Erzsébet Simon                 |
| 1930    | Mária Papst                              |
| 1931    | Maria von Tasnady [Maria Tasnády-Fekete] |
| 1932    | Ica Lampel                               |
| 1933    | Julie Gal [Júlia Gál]                    |
| 1934    | Renée Gosztony                           |
| 1935    | Eva Feher / Maria Nagy (Miss Danube)     |
| 1936    | Sari Gábor                               |
| 1937    | ?                                        |
| 1938    | Anna Zalain                              |
| 1939ff. | ? (nicht ausgetragen?)                   |

### Miss Hungary (Magyarország Szépe)
| Jahr    | Miss Hungary                     |
| ------- | -------------------------------- |
| 1985    | Csilla Andrea Molnar             |
| 1986–88 | nicht ausgetragen                |
| 1989    | Magdolna Gerlóczy                |
| 1990    | Kinga Czuczor                    |
| 1991    | Antónia Bálint / Orsolya Michina |
| 1992    | Bernadett Papp                   |
| 1993    | nicht ausgetragen                |
| 1994    | Tímea Farkas                     |
| 1995    | Ildikó Veinberger                |
| 1996    | Nikita Gross                     |
| 1997    | nicht ausgetragen                |
| 1998    | Leila Sas                        |
| 1999    | Jázmin Dammak                    |
| 2000    | Melinda Erdélyi                  |
| 2001    | Szabina Stedra                   |
| 2002    | Szilvia Tóth                     |
| 2003    | Edina Balogh                     |
| 2004    | Nóra Nagy                        |
| 2005    | Noémi Oláh                       |
| 2006    | Kitti Szabó                      |
| 2007    | Katalin Koller                   |
| 2008    | Ildikó Polgár                    |
| 2009    | Anett Maximovits                 |
| 2010    | Dóra Gregori                     |

### Miss Universe Hungary
| Jahr | Miss Universe Hungary |
| ---- | --------------------- |
| 1992 | Dóra Patkó            |
| 1993 | Zsanna Pardy          |
| 1994 | Szilvia Fórián        |
| 1995 | Andrea Harsányi       |
| 1996 | Andrea Deák           |
| 1997 | Ildikó Kecán          |
| 1998 | Ágnes Nagy            |
| 1999 | Anett Garami          |
| 2000 | Isabella Kiss         |
| 2001 | Ágnes Helbert         |
| 2002 | Edit Friedl           |
| 2003 | Viktória Tomozi       |
| 2004 | Blanka Bakos          |
| 2005 | Szandra Proksa        |
| 2006 | Adrienn Bende         |
| 2007 | Ildikó Bóna           |
| 2008 | Jázmin Dammak         |
| 2009 | Zsuzsa Budai          |
| 2010 | Tímea Babinyecz       |

### Miss World Hungary
| Jahr | Miss World Hungary |
| ---- | ------------------ |
| 1996 | Andrea Deák        |
| 1997 | Beáta Petes        |
| 1998 | Éva Horváth        |
| 1999 | Erika Dankai       |
| 2000 | Judit Kutcha       |
| 2001 | Zsóka Kapócs       |
| 2002 | Renáta Rozs        |
| 2003 | Eszter Tóth        |
| 2004 | Veronika Orbán     |
| 2005 | Tünde Semmi-Kis    |
| 2006 | Renáta Tóth        |
| 2007 | Krisztina Bodri    |
| 2008 | Szilvia Freire     |
| 2009 | Orsolya Serdült    |
| 2010 | [Ági] Agnes Dobó   |